# Церква Святої Катерини (Щастя)
Церква Святої Катерини (також Святокатериненський храм) — пошкоджений російськими військами православний храм у Щасті Луганської області, належить УПЦ МП.
У лютому 2022 року під час повномасштабного вторгнення російської армії до України, російські військові частково зруйнували церкву артилерійським вогнем.

## Історія
Існують суперечливі твердження щодо точного року будівництва церкви Святої Катерини у Щасті. Деякі джерела стверджують, що храм збудований у 1914 році. Водночас згідно з іншими даними церква Святої Катерини у поселенні з'явилася раніше.
У «Справі про будівництво нової кам'яної Єкатерининської церкви в хут. Щастя Старобільського повіту» зберігся лист від 28 травня 1898 р. до Харківської духовної консисторії, написаний земським начальником, відставним штабсротмістром Петром Петровичем Ковалинським, у якому він повідомляє, що його дідові імператриця Катерина II подарувала маєток Щастя, де він проживає вже понад 40 років і хоче побудувати там церкву. З решти документів справи відомо, що 1903 року П. П. Ковалинський помер і маєток перейшов у володіння його дружині Катерині Іванівні Ковалинській (уродж. Компанійській). Коли ж навесні 1910 р. померла і вдова, почалася тяжба між прямими нащадками П.П Ковалинського і родичами його дружини.
Відповідно до цієї версії, церкву Петро Ковалинський почав зводити у 1898 році, а вже у 1901 році вона була збудована.
Непорозуміння з датами може бути пов'язано з тим, що освячення церкви відбулося саме у 1914 році. Розповідь про освячення міститься в копії публікації священника Митрофана Торанського в газеті «Віра і розум», де зокрема повідомляється: «…Освятили храм 13 жовтня 1914 року за участю восьми священників, п'яти дияконів та при двох хорах півчих».
Під час Жовтневого перевороту червоноармійці зруйнували верхню частину храму і зняли дзвін. В приміщенні церкви за радянської влади в різні роки були стайня, склади, зерносховище, склад склотари.
Відновлювати храм розпочали 1990-го року за розпорядженням Луганської єпархії. Основні роботи розгорнулися в 1992—1997 роках. 1997-го у храмі змінився священник. Новий настоятель отець Василь на пожертвування парафіян та благодійників продовжив відновлювальні роботи.
Особливою реліквією храму є унікальна мозаїчна плитка на підлозі, яка чудово збереглася. За розповідями, мозаїку намагалися зірвати та привласнити собі радянські чиновники, але при таких спробах мозаїка кришилася. Плитка покриває підлогу від входу до вівтаря. Також за твердженнями очевидців, під час Другої Світової війни територія навколо церкви була понівечена вибухами, але до храму не потрапив жоден снаряд.
Наприкінці лютого 2022 року церкву було суттєво пошкоджено російськими військами під час артилерійського обстрілу.